# Altglobsow
Altglobsow ist ein Dorf im nördlichen Brandenburg. Es liegt am nördlichen Ufer des Globsowsees. In ihm lebten 104 Einwohner (Stand: 31. Dezember 2007), deren Anzahl seitdem weiter abgenommen hat. Seit dem 27. September 1998 ist es ein Ortsteil der Gemeinde Großwoltersdorf. Im Januar 2022 betrug die Einwohnerzahl noch 77.
Eine erste Besiedlung des Dorfgebietes fand durch die Slawen statt. Im Jahre 1419 wurde Altglobsow erstmals urkundlich erwähnt. Im Mittelalter wurde das Dorf zerstört und aufgegeben.
Auf Anordnung Friedrichs II. kam es Mitte des 18. Jahrhunderts zur Neubesiedelung.
Am 1. Januar 1957 wurde der Ort Burow eingegliedert. Am 30. April 1974 wurde Altglobsow zusammen mit Buchholz nach Zernikow eingemeindet.

## Bevölkerungsentwicklung
| Jahr | Einwohner |
| ---- | --------- |
| 1875 | 223       |
| 1890 | 196       |
| 1925 | 173       |

| Jahr | Einwohner |
| ---- | --------- |
| 1933 | 138       |
| 1939 | 175       |
| 1946 | 213       |

| Jahr | Einwohner |
| ---- | --------- |
| 1950 | 210       |
| 1964 | 214       |
| 1971 | 177       |

Gebietsstand des jeweiligen Jahres